# Nepal i olympiska sommarspelen 1996
Nepal deltog i de olympiska sommarspelen 1996 med en trupp bestående av sex deltagare, men ingen av landets deltagare erövrade någon medalj.

## Friidrott
Herrarnas maraton
- Tika Bogati → 74:e plats (2:27:04)

Damernas maraton
- Bimala Rana Magar → 62:e plats (3:16:19)